# Iwalewahaus
Construite en 1981 en tant que département de l’université de Bayreuth, l'Iwalewahaus présente de façon alternée des expositions d’art contemporain non européen, en particulier d’Afrique et de la diaspora africaine. Cette institution a pour mission la recherche, la documentation et l’enseignement de la culture africaine actuelle. Outre les beaux-arts, elle se focalise aussi sur la culture quotidienne de l’Afrique, les médias et la musique. L'Iwalewahaus offre en outre un espace pour des conférences sur la culture africaine actuelle, des congrès, des concerts, des projections de films et des lectures ; ce qui fait de cette institution un forum vivant pour les créateurs d’art du monde entier ainsi que pour les chercheurs et étudiants en études africaines et pour le public intéressé. 

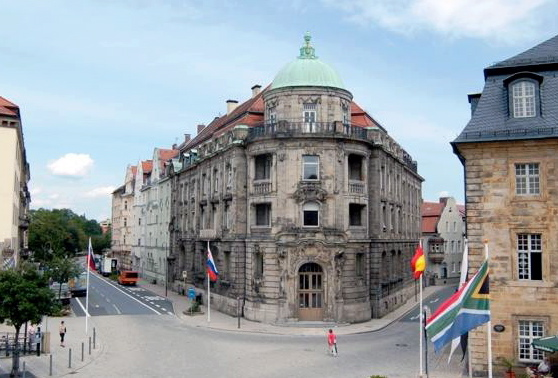
Iwalewahaus, Wölfelstraße 2, 95444 Bayreuth

## La recherche et l‘enseignement
L'Iwalewahaus fait de la recherche dans le domaine de l’art et des sciences humaines en Afrique et au sein de la diaspora africaine et en présente les résultats au grand public à travers des expositions thématiques et monographiques. La majorité des projets de l'Iwalewahaus sont élaborés en étroite collaboration avec d’autres institutions en Afrique et en Europe et sont accompagnés de publications. Les axes essentiels de la recherche sont les domaines de l’art contemporain, la culture populaire, les médias- en particulier la photographie et le cinéma, la modernité africaine et la muséologie. Comme exemples de ces projets, on pourrait citer : Africa screams - Das Böse in Kino, Kunst und Kult (2004) ; Black Paris (2006) ; Hidden Pages, Stolen Bodies (2009) ; Piga Picha (2008/2010) et Iwalewa - Quatre vues de l’Afrique contemporaine (2013).
L’enseignement dispensé à l'Iwalewahaus se focalise sur quatre domaines : les arts concernant l’Afrique, les aspects de la culture populaire africaine, l’institutionnalisation et l’interaction des univers artistiques ainsi que les problèmes généraux de l’histoire des médias et de l’étude de la culture visuelle. Les cours spécifiques à l’art dans les filières « Kultur und Gesellschaft Afrikas » (Cultures et sociétés d’Afrique), « Ethnologie und Afrikanische Sprachen » (Ethnologie et Langues Africaines) et « Literatur und Kunst » (Littérature et Art) de l’université de Bayreuth sont donc dispensés par l'Iwalewahaus qui d’ailleurs, depuis 2012, propose aux étudiants en master de la filière « Kultur und Gesellschaft Afrikas » le module « Kunst und Kuration » (Commissariat d’Expositions d’Art) , un module axé sur la pratique.

## La collection
L'Iwalewahaus dispose d’une collection d’art moderne et contemporain d’Afrique, d’Asie et du Pacifique unique en son genre en Allemagne. Dans la collection, l’accent est particulièrement mis sur le Nigeria. Toutefois on y trouve d’importantes œuvres venues du Soudan, du Mozambique, de la Tanzanie, de la République démocratique du Congo, d’Haïti, d’Inde, de la Papouasie-Nouvelle-Guinée et de l’Australie. La collection est composée en grande partie de la collection d’art d’Ulli Beier, qui a consacré sa vie à la promotion de l’art moderne nigérian. La collection de tableaux d’art de l’école d’Oshogbo ainsi que celle d’œuvres graphiques venues principalement de l’école de Nsukka sont d’une importance internationale. Outre les beaux-arts, on trouve également dans les archives de la maison une importante collection de musique africaine contemporaine, des productions cinématographiques nigérianes et ghanéennes ainsi que du textile africain. À cela s’ajoutent les collections de certaines fondations privées.

## L’origine du nom
« Iwalewa » est un proverbe yorouba, langue de l’un des trois plus grands groupes ethniques du sud-ouest du Nigeria, qui signifie littéralement « la beauté, c’est le caractère ». (haus signifie « maison » en Allemand). L’expression « Iwa », dont le sens original se rapporte à l’existence, au sens philosophique du terme, signifie ici « le bon caractère ». C’est donc conformément au double sens de l’expression qu’Ulli Beier justifie le choix de ce proverbe comme nom de l’institution :

« Nous avons baptisé cette maison Iwalewa parce que ce n’est pas l’aspect exotique des cultures étrangères que nous voulons présenter ici. Nous ne voulons pas ici traiter que de la beauté formelle d’objets d’art étrangers ; nous voulons essayer de comprendre leur « Iwa », leur vraie identité. »

— Ulli Beier

## Histoire de l’institution
Inaugurée le 27 novembre 1981 pour soutenir à priori la faculté des études africaines de l’université de Bayreuth, la Iwalewahaus a pour mission de diffuser l’art et la culture non européens à un plus grand public. Ulli Beier (1922-2011) en fut le créateur et tout premier directeur de 1981 à 1985. Beier était un connaisseur de l’art et de la culture du Nigeria. Après le départ de ce dernier pour la Papouasie-Nouvelle-Guinée, la direction fut assurée par Ronald Ruprecht qui travailla auparavant au Goethe-Institut de Lagos. De 1989 à 1996, l’institution se retrouva à nouveau sous la direction d’Ulli Beier avant d’être ensuite dirigée de 1997 à 2001 par Till Förster. Tobias Wendl en deviendra le directeur après le départ de Förster pour l’université de Bâle. Depuis mars 2010, l'Iwalewahaus est dirigée par Ulf Vierke et Nadine Siegert respectivement directeur et sous-directrice. 

## Le bâtiment
De 1981 à 2013, l'Iwalewahaus était installée à la « Markgräfliche Münze » (ancienne fabrique de monnaie du margraviat de Bayreuth), une construction du XVIIIe siècle désormais classée monument historique.

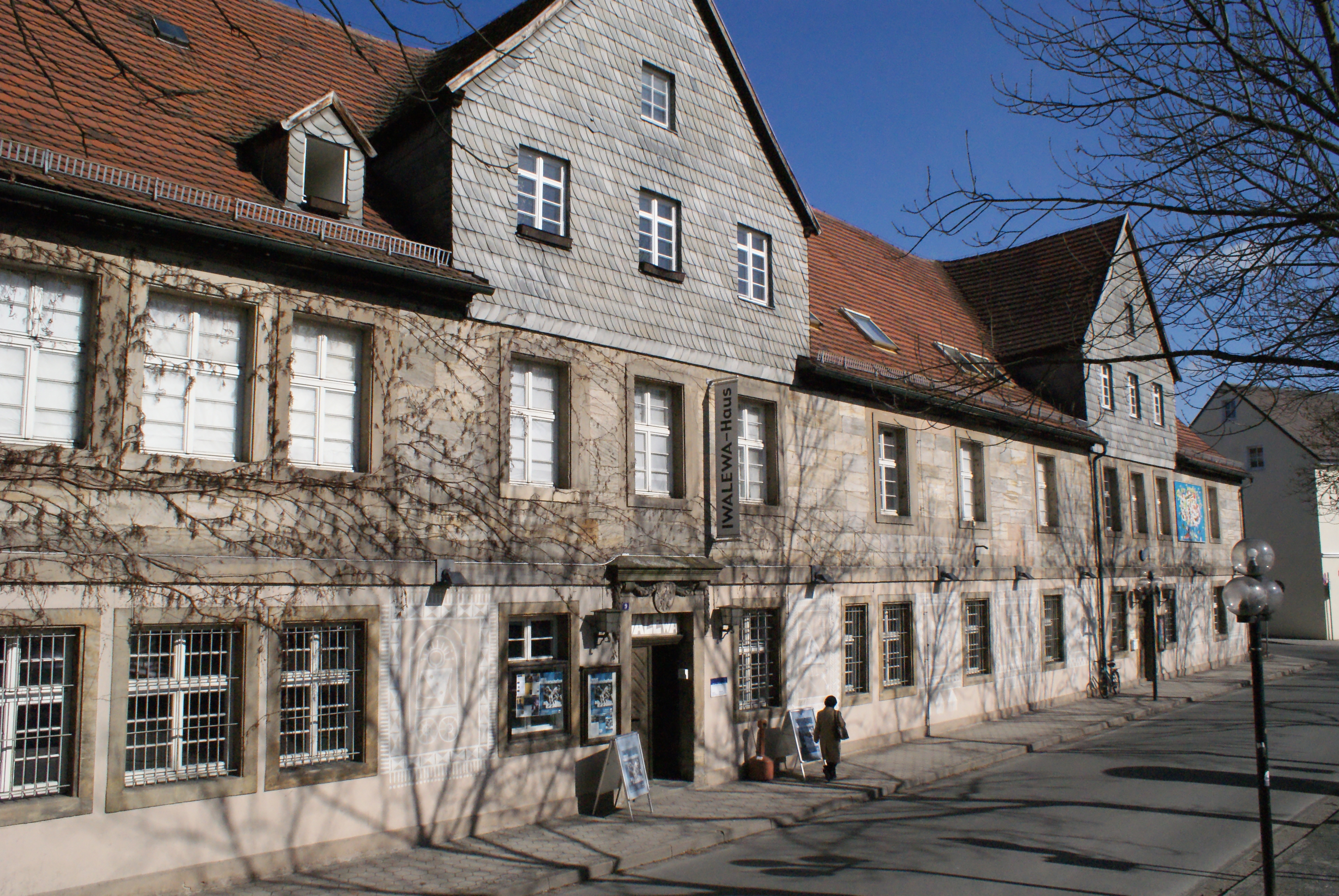
vieux bâtiment de la Iwalewahaus (entre 1981 et 2013), Münzgasse 9, 95444 Bayreuth

Le 4 novembre 2013, l'Iwalewahaus s’installa dans une nouvelle résidence dans la Wölfelstraße 2. Le bâtiment de la Münzgasse 9 fut mis à la disposition de la communauté de culte israélite. Le nouveau bâtiment de quatre étages, avec une façade de style classique affichant une décoration de style baroque et Art nouveau, fut construit en 1907 pour abriter la « Bayerische Staatsbank » (banque bavaroise d’État) en Haute-Franconie. Dans les années 1970, il fut repris par l’administration des eaux et forêts avant d’abriter ensuite la direction des travaux publics. Avec les bureaux, les salles d’exposition et d’archivages, la Iwalewahaus recouvre plus de 2 300 m2 de superficie.